# Дела и дни
„Дела и дни“ (на гръцки: Ἔργα καὶ Ἡμέραι) е поема, създадена от Хезиод. Тя съдържа 828 стиха, написани в хекзаметър. Както и творбите на Омир, тя се е предавала дълги години устно и затова е претърпяла много промени. Адресирана е до неразумния му брат Перс, на когото Хезиод иска да даде урок по морал.
Поемата е разделена на две части:
- пространен увод (стихове 1 – 380)
- за труда и празниците (стихове 381 – 826)

Поемата завършва с преход към изгубеното произведение „Птицегадания“.